# ふたり乗りの電車
『ふたり乗りの電車』（ふたりのりのでんしゃ）は、1975年6月1日に発売された日本のフォークデュオ、ふきのとうの2ndアルバム。

## 概要
シングル「南風の頃」「初夏」が収録されている。

## 収録曲
| #         | タイトル                     | 作詞      | 作曲      | 編曲              | 時間  |
| --------- | ---------------------------- | --------- | --------- | ----------------- | ----- |
| 1.        | 「散歩道」                   | 細坪基佳  | 細坪基佳  | 瀬尾一三          | 2:32  |
| 2.        | 「冬の雨」                   | 村上実    | 山木康世  | 瀬尾一三          | 2:59  |
| 3.        | 「乾いた秋」                 | 山木康世  | 山木康世  | 瀬尾一三 吉川忠英 | 3:28  |
| 4.        | 「小さな昔」                 | 山木康世  | 山木康世  | 瀬尾一三          | 3:19  |
| 5.        | 「夜行列車」                 | 細坪基佳  | 細坪基佳  | 瀬尾一三          | 3:20  |
| 6.        | 「濡れたコートに濡れた雨傘」 | 山木康世  | 山木康世  | 瀬尾一三          | 2:46  |
| 7.        | 「田舎町」                   | 山木康世  | 山木康世  | 瀬尾一三          | 4:37  |
| 合計時間: | 合計時間:                    | 合計時間: | 合計時間: | 合計時間:         | 23:01 |

| #         | タイトル           | 作詞      | 作曲      | 編曲      | 時間  |
| --------- | ------------------ | --------- | --------- | --------- | ----- |
| 8.        | 「蝉」             | 山木康世  | 山木康世  | 瀬尾一三  | 3:30  |
| 9.        | 「南風の頃」       | 村上実    | 山木康世  | 瀬尾一三  | 3:34  |
| 10.       | 「静かな夜に」     | 細坪基佳  | 細坪基佳  | 瀬尾一三  | 3:45  |
| 11.       | 「雪どけ水」       | 山木康世  | 山木康世  | 瀬尾一三  | 4:18  |
| 12.       | 「5月 (May Song)」 | 細坪基佳  | 細坪基佳  | 瀬尾一三  | 2:47  |
| 13.       | 「初夏」           | 山木康世  | 山木康世  | 瀬尾一三  | 4:31  |
| 合計時間: | 合計時間:          | 合計時間: | 合計時間: | 合計時間: | 22:25 |

## 曲解説

### A面
1. 散歩道
3rdシングル「初夏」のB面（カップリング）。
2. 冬の雨
作詞者の村上実は、所属事務所・才谷音楽出版社長の竹内碩彦のペンネーム。
3. 乾いた秋
4. 小さな昔
5. 夜行列車
6. 濡れたコートに濡れた雨傘
7. 田舎町

### B面
1. 蝉
2. 南風の頃
2ndシングル。
3. 静かな夜に
4. 雪どけ水
2ndシングル「南風の頃」のB面（カップリング）。シングルのものと違い、2番のあとにサビの繰り返しがある。
5. 5月 (May Song)
6. 初夏
3rdシングル。

## 参加ミュージシャン
- Vocal, Chorus, Ac. Guitar：山木康世
- Vocal, Chorus, Ac. Guitar：細坪基佳
- Ac. Guitar：石川鷹彦
- Ac. Guitar, Banjo, Dobro, Percussion, Rhythm part Arrangement (6, 10, 12)：吉川忠英
- Ac. Guitar, E. Guitar：芳野藤丸
- E. Guitar：徳武弘文
- E.Bass：後藤次利・高水健司・岡沢章・山村隆男
- Drums：田中清司・村上秀一・島村英二
- Latin Percussion：ラリー須永
- Keyboard：市川秀男・大原茂人・山田秀俊